# یسویه

## احمد یسوی و خلفایش
طریقتی است که خواجه احمد یسوی(متوفی به سال ۵۶۲ ه‍.ق) معروف به پیر ترکستان تأسیس نموده است. طریقتی که او بنیان ‌گذارد توسط شاگردان و جانشینانش تا زمان به وجود آمدن فرقه نقشبندیه گسترش یافت. اکثر خلفای این طریقت پسوند آتا را پس از نامشان دارند. نخستین خلیفهٔ او «منصور آتا» پسر ارسلان بابا بود (ارسلان بابا نخستین مرشد احمد یسوی بود) دومین خلیفهٔ او، «سعید آتای خوارزمی». سومین خلیفه‌اش «حکیم آتا» یا سلیمان باغیرقانی است. 
از میان خلفای او معروف‌ترینش حکیم آتاست. در ترکستان، پیرامون زندگی وی افسانه‌های بسیاری شکل گرفته‌است. او به روایتی ۲۰ سال پس از مرگ یسوی وفات نمود و مزار او در چند جای آسیای میانه که معروف‌ترینش خوارزم است سال‌ها محل زیارت زوار بوده‌است. چند کتاب ترکی با نام‌های «کتاب باقیرغان»، «کتاب مریم»، «کتاب آخر زمان» و «دیوان حکیم آتا» به او نسبت داده می‌شود که کتاب‌های بسیار معروفی نزد ترکان و تاتارها و ترکمن‌ها بوده ولی مانند کتاب دیوان حکمت خواجه احمد یسوی، در صحت انتساب تمامی آن‌ها به وی جای شک وجود دارد و احتمالا بعدها توسط دیگران مطالبی از آن‌ها کم و مطالبی به آن‌ها اضافه شده‌است و تغییر زیادی یافته‌است. در برخی منابع آمده‌است که حکیم آتا، «عنبر آنا» دختر «بغراخان» را به زنی می‌گیرد، و پس از مرگ، معروف‌ترین خلیفهٔ وی، «زنگی آتا» از خوارزم به تاشکند آمده و با عنبر آنا ازدواج می‌کند. زنگی آتا از فرزندان ارسلان بابا و عرب‌نژاد بوده، مزار او در فاصلهٔ ۸ کیلومتری شهر تاشکند به سمرقند است. 
چهار خلیفهٔ او عبارت بودند از: اوزون حسن آتا، سید آتا، صدر آتا و بدر آتا که معرف‌ترینش سید آتا و معروف‌ترین خلیفهٔ او اسماعیل آتاست. این سلسله خلفا در منابع مختلف متصوفه به گونه‌های مختلفی ثبت شده و اکثراً داستان‌های افسانه‌ای دربارهٔ‌شان گفته شده‌است
طریقت یسویه یکی از طریقت‌های مهم در آسیای مرکزی بوده که نقش بسیاری در مسلمان نمودن ترکان آسیای مرکزی داشته. منابع یسوی می‌گویند کسی که موجب مسلمان شدن: ازبک خان شده‌است، سید آتاست.

## تأثیر یسویه در سایر طریقت‌های صوفیه و گسترش اسلام
آنچه مسلم است، طریقت یسویه تا زمان ظهور خواجه بهاءالدین محمد نقشبند (۷۱۷-۷۹۱ ه‍.ق) دارای نفوذ و شهرت بوده و بعدها در نقشبندیه مستحیل شده‌است و البته می‌توان گفت نقشبندیه و بکتاشیه، هر دو به گونه‌ای منشعب از این طریقت می‌باشند و خطوط عمومی آن‌ها چندان تفاوتی باهم ندارند.چنانکه در منابع آمده است دو تن از مرشدان و استادان بهاءالدین نقشبند به نام‌های «خلیل آتا» و «قثم شیخ» هر دو از مشایخ یسویه بوده‌اند بارتولد ترک‌شناس معروف روس، شخصیت خلیل آتا یا خلیل سلطان مرشد بهاءالدین نقشبند را یکی از پادشاهان گمنام اردوی زرین میداند که حتی سکه‌هایی به نام او هم زده شده‌است.و یا در روایات بکتاشی آمده است که حاجی بکتاش، سر سلسلهٔ بکتاشیه از مریدان خواجه احمد یسوی بوده‌است. تأثیر یسویه بر طریقت مولویه به واسطهٔ بکتاشیه هم محتمل است.

## نقش یسویه در مبارزات مسلمانان علیه حاکمیت شوروی
دو گروه لاچی‌ها و ایشان‌های پشمالو از زیر گروهای یسویه هر دو بسیار سیاسی بودند و به همراه نقشبندیه و قادریه، نقش مهمی در مبارزات مسلمان علیه حکومت شوروی داشتند. پیوند لاچی‌ها با قیام باسماچیان مسلم است